# Abdiel
Abdiel origina-se de um vocábulo da língua hebraica que tem o significado de servo de Deus (El). Era filho de guni e pai de Aí, um dos residentes da tribo de Gade em Gileade (I Crô. 5:15), entre 1093-782 a.C.. Selemias, que era seu filho, foi um dos nomeados para deterem Jeremias e Baruque, o escriba (Jer. 36:26), antes de 606 a.C..
Segundo Jonh Milton em "Paradise Lost"(Paraíso Perdido), Abdiel era um Serafim que estava nas Legiões de Lúcifer, mas apesar da guerra permaneceu fiel à Deus, tentando convencer Lúcifer e seus anjos a não começarem a rebelião. Culminou por contestar publicamente a bandeira ostentada por Satanás, abandonando os anjos rebeldes e aliando forças na guerra ocorrida no céu para a expulsão dos mesmos.1 cronicas 5:15
´Aí filho de Abdiel,filho de Guni, foi chefe de casa de seus pais, e habitaram em gileade,em basã e nos lugares de sua jurisdiçao,
como também em todos os arrabaldes de sarom,ate às saídas. 